# Церква Преображення Господнього (Бараші)
Церква Преображення Господнього — парафіяльна церква на честь Преображення Господнього села Бараші Волинської єпархії.

## Історія
Побудована в 1867 році на сумісні кошти парафіян і казни. Зроблена з дерева і поставлена на кам'яному фундаменті. Так сказано про церкву  в історично-статистичному описі церков і храмів Волинської єпархії дослідником Теодоровичем Миколою Івановичем. Одначе за наявності метричних книг з 1797 по 1914 рр. в державному архіві Житомирської області і запису в першій книзі за 1797 рік про  реєстрацію народження, шлюбу і смерть в церкві Преображення Господнього, свідчить про те, що перша церква   була побудована саме  в 1797 році.
До Барашівського приходу входили такі населені пункти:
- Бараші, Бобриця,
- Киянка,
- Симони і Усоуси.

Парафіян було 4185 душ обох статей.
Служителі культу (причет):
- Священик Микола Петрович Шишацький,
- псаломщик Іван Петрович Сущевський і
- пономар Олександр Петрович Фосевич.

Церква володіла власною землею в розмірі 59 десятин.
В радянський період церкву зруйнували войовничі атеїсти.
Оригінали метричних книг зберігаються у фондах державного  архіву Житомирської області.

## Цікаві факти
В 1960-ті роки колишній священик із Західної України Кульчицький Іван Петрович (1900-16.06.1978), який проживав у Барашах, підпільно ховаючись від радянської влади здійснював Хрещення новонароджених дітей у власному будинку, в кімнаті, яка була облаштована церковною атрибутикою.